# Argus As 8
Argus As 8 — немецкий поршневой авиационный двигатель воздушного охлаждения, разработанный и производившийся в 1930-х годах компанией Argus Motoren. Устанавливался преимущественно на лёгких и спортивных самолётах.

## Модификации
As 8(1929) 80 л.с. (59 кВт);
As 8A(1929) выпускался в версиях A-1, A-2 (1931), A-3 и A-4 (1932),  мощность 81 л.с. (110 кВт) и 120 л.с. (88 кВт), соответственно (при 2100 об/мин).
As 8B(1933) более мощная версия, 135 л.с. (99 кВт) на взлёте, 86 kW (115 hp) continuous.
As 8Rспортивная модификация, 150 л.с. (110 кВт) на взлёте, 2300 об/мин. :

## Применение
Германия
- Albatros L 100
- Albatros Al 101
- Arado L II (As 8A)
- Arado L IIa (As 8R)
- BFW M.23
- BFW M.27
- BFW M.29
- BFW M.35
- Blohm & Voss Ha 136
- Darmstadt D-22
- DFS 40
- Focke-Wulf Fw 44
- Heinkel He 64
- Heinkel He 72
- Klemm L 25E
- Klemm Kl 32
- Raab-Katzenstein RK.25/32
- Ruhrtaler Ru.3

 Австрия
- Baumgärtl Heliofly III

 Швейцария
- Comte AC-12 Moskito